# Zygothrica vitticlara
Zygothrica vitticlara är en tvåvingeart som beskrevs av Burla 1956. Zygothrica vitticlara ingår i släktet Zygothrica och familjen daggflugor. Inga underarter finns listade i Catalogue of Life.